# ミドル・テンプル

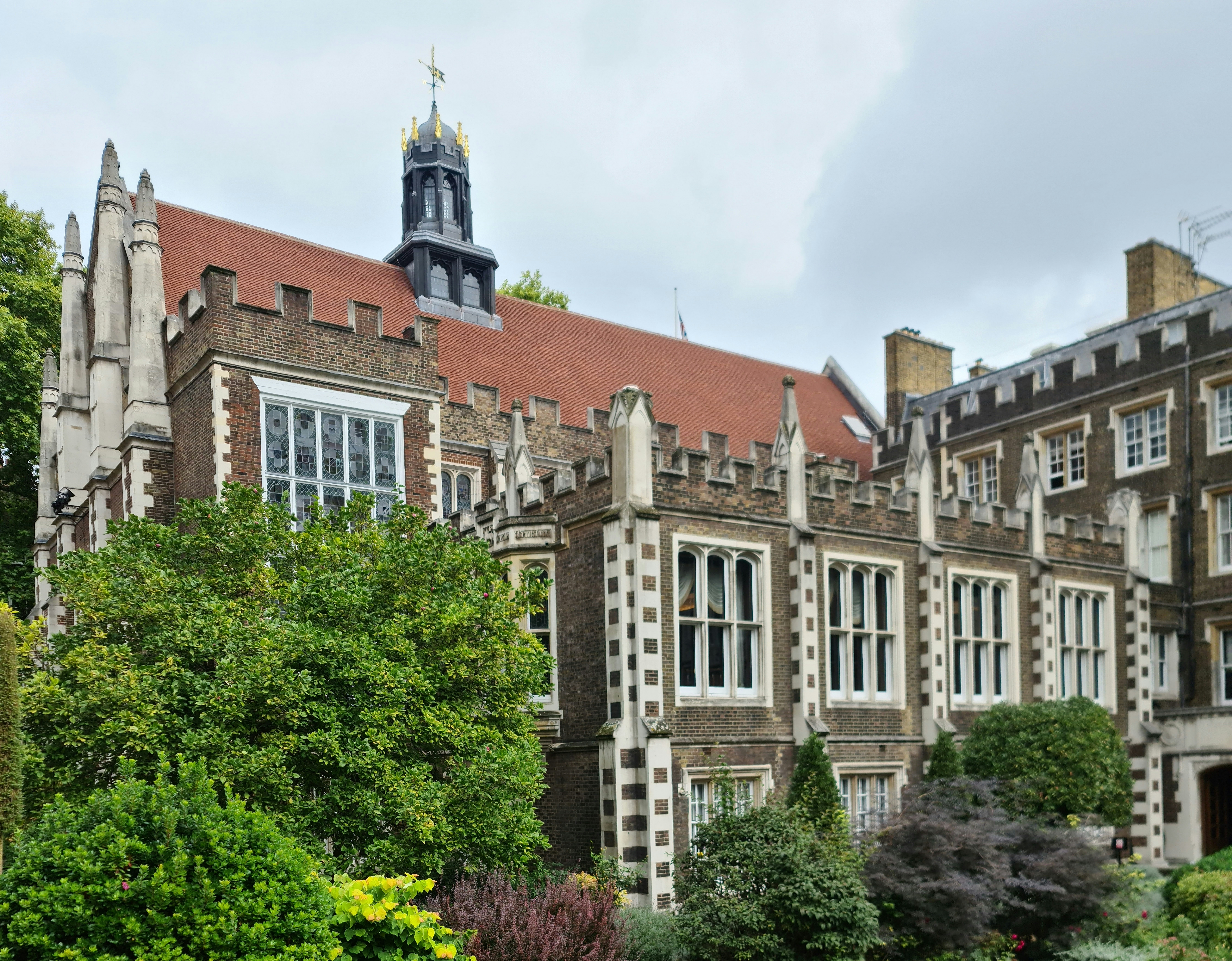
ミドル・テンプル

ミドル・テンプル (The Honourable Society of the Middle Temple) は、ロンドン中心部シティのテンプル地区にある法曹院である。ロンドンに4つある法曹院の1つで、他にインナー・テンプル、グレイ法曹院、リンカーン法曹院がある。法曹院は法廷弁護士の養成・認定に関する独占的な権限を持ち、イングランドとウェールズのすべての法廷弁護士および裁判官は4つの法曹院のいずれかに所属することが法律によって義務づけられている。インナーテンプルとは英国国教会のテンプル教会を共同で維持運営している。
ミドル・テンプルはシティの域内にあるが「リバティ」(Liberty) と呼ばれる自治体としての地位をもっており、シティの管轄下にはない。ロンドン地下鉄の最寄り駅はテンプル駅。

## 概要

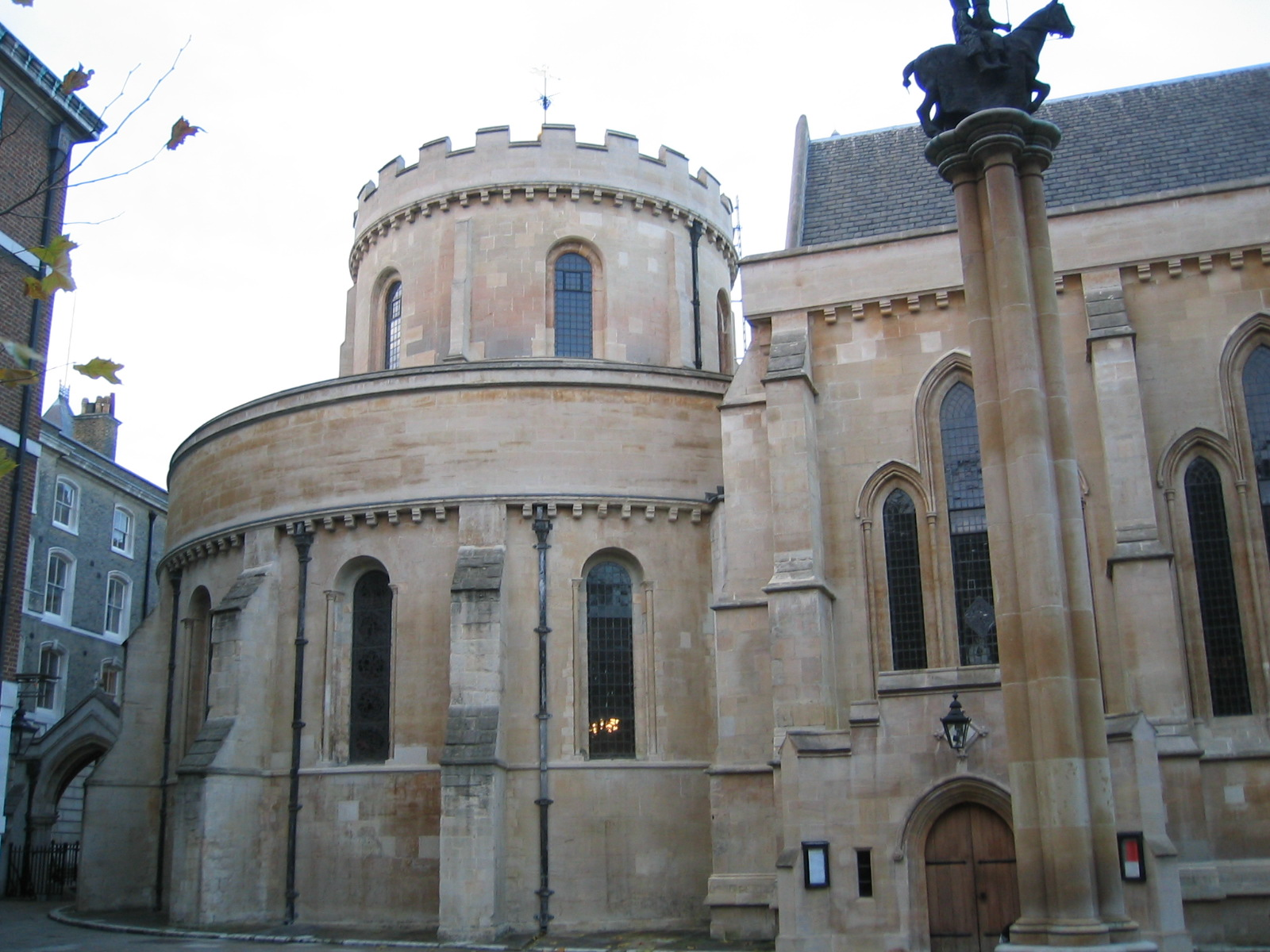
テンプル教会
イングランド国教会に属する教会で、教会をインナー・テンプルと共有している。近年『ダ・ヴィンチ・コード』の小説や映画の舞台にもなった。

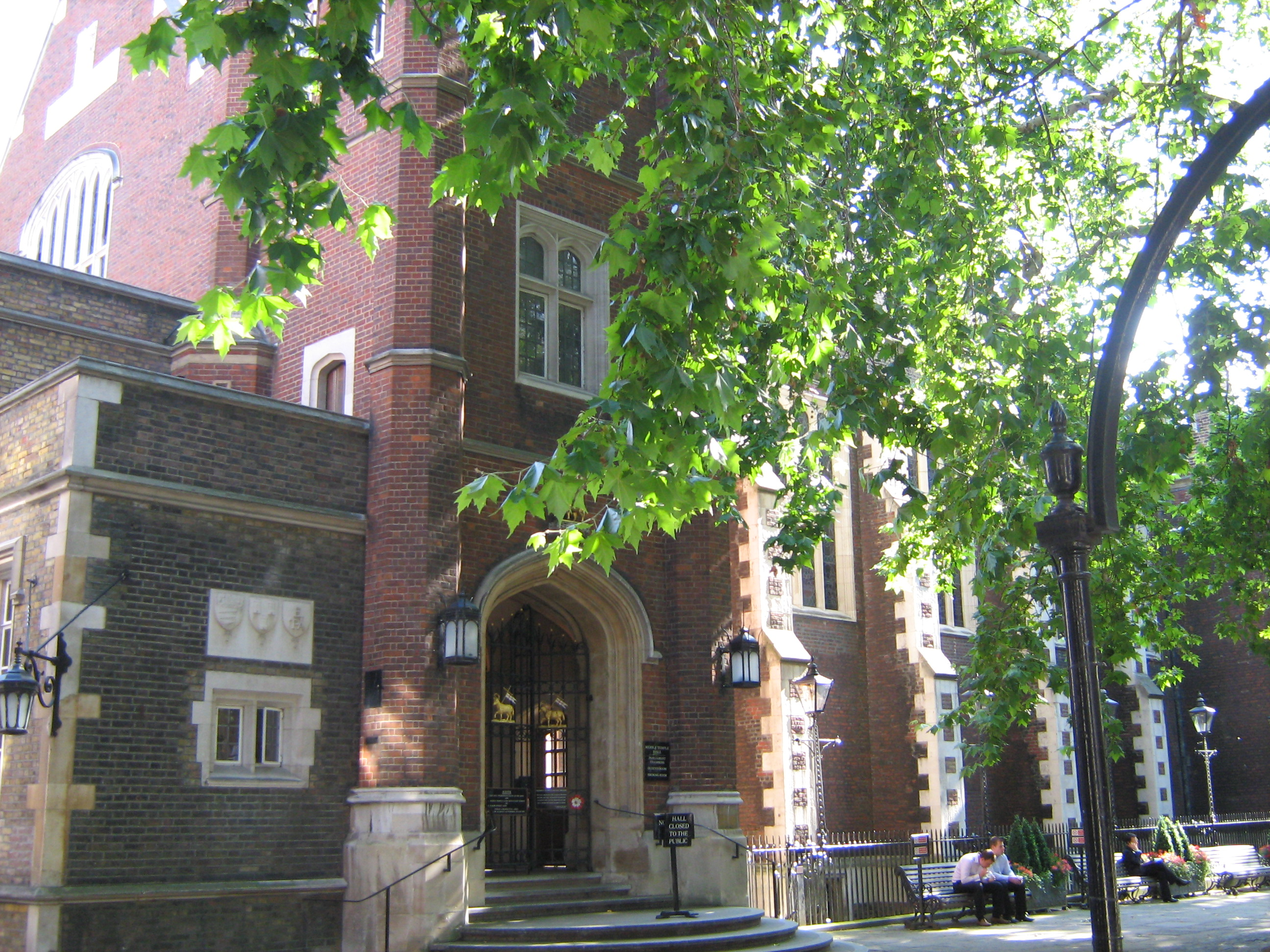
ミドル・テンプル・ホール外観

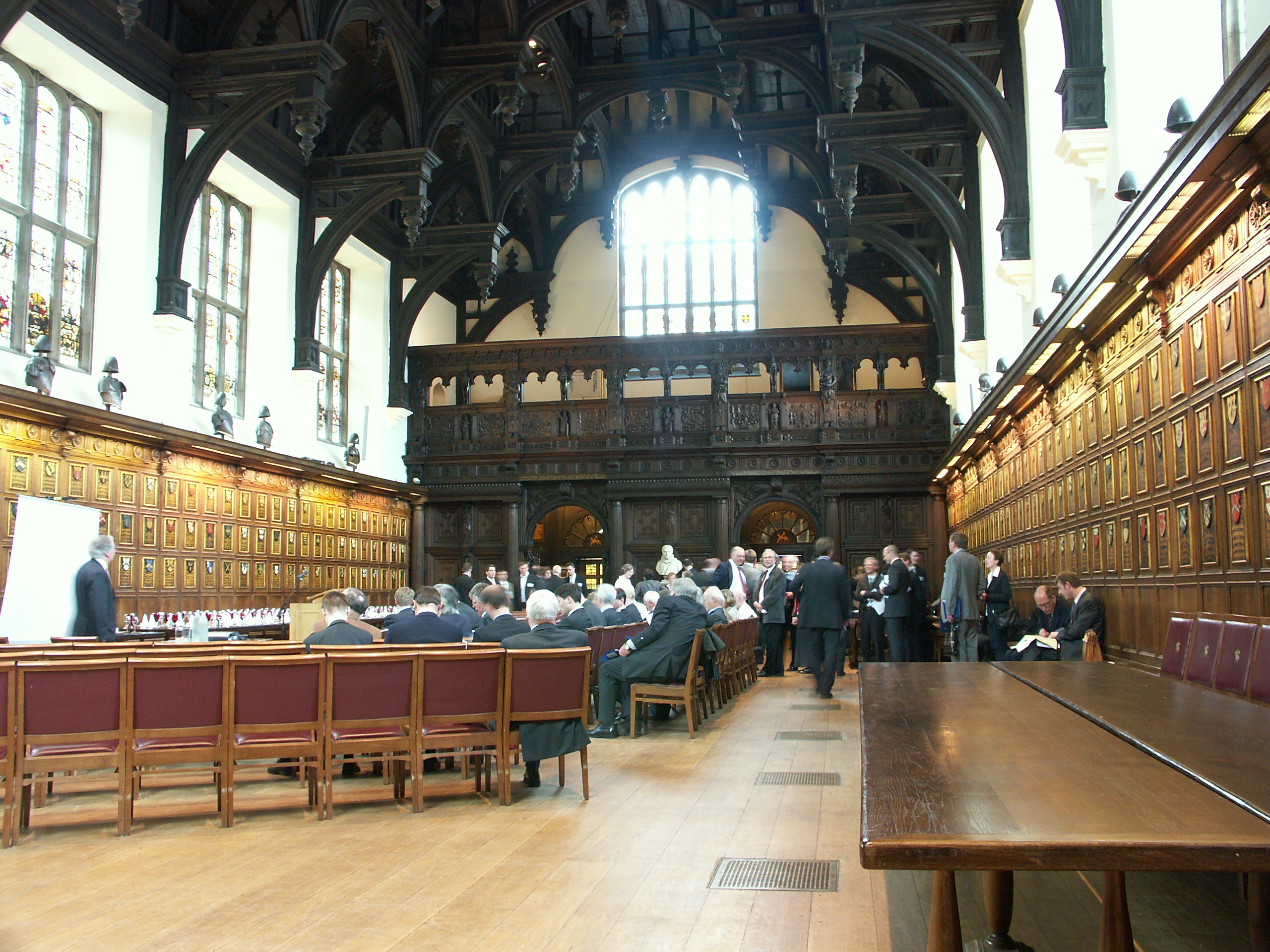
ミドル・テンプル・ホール内部

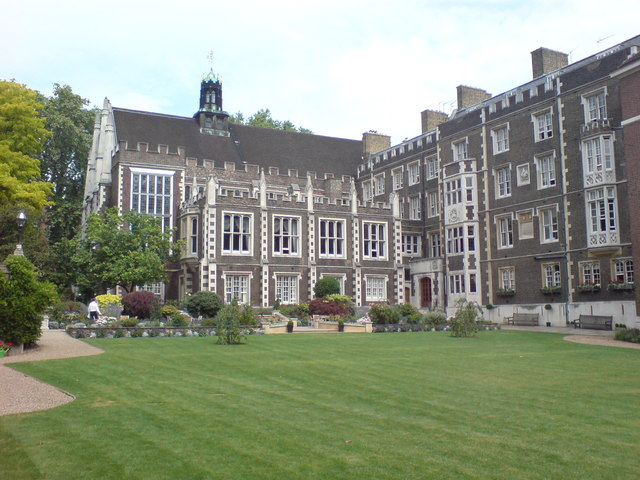
ミドル・テンプル・ガーデン

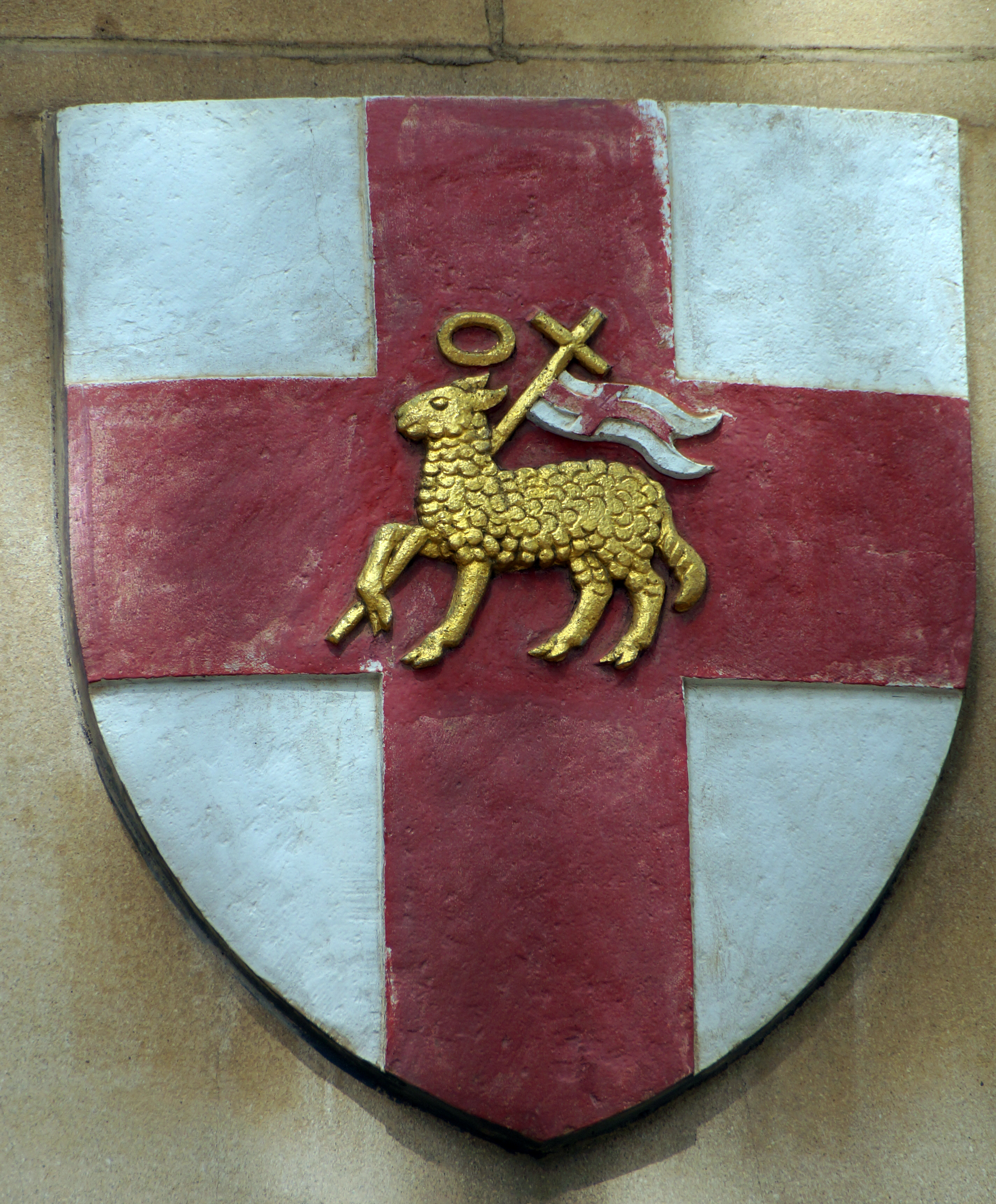
紋章（Coat of arms）
セント・ジョージ・クロスが施されている。

ミドル・テンプルは法廷弁護士の育成・認定を行う非営利の協会組織である。他の3つの法曹院同様に、5世紀以上におよぶ歴史を持ち、その敷地内に図書館、宿泊施設、ダイニング、チャペル、庭園などを持つ。他の法曹院と同様にミドル・テンプルがいつ頃成立したのか、定かではない。ミドル・テンプルが記録に登場するのは1501年であるが、数々の補足的な資料から13世紀前半頃までその歴史を遡れると考えられている。記録に残っている1501年を基準にすると、ミドル・テンプルは3番目に古い法曹院ということになる。ただし４つの法曹院は伝統的に同格であり、どの法曹院が最古かという論争はしないことになっているので、公式に最古の法曹院が決まっているわけではない。
ミドル・テンプルがあるのは、かつてテンプル騎士団が開拓し「テンプル」と今でも呼ばれている場所である。12世紀、テンプル騎士団はこの場所に宿泊施設や食堂、国王が滞在するための建物、貯蔵庫、厩舎、そしてテンプル教会（800年以上経て現存するイングランド国教会の教会）などを建てた。記録によるとエルサレム総主教のPatriarch Heracliusが1185年2月10日にイングランド国王ヘンリー2世とともにテンプルの開所式を執り行ったとある。王はたびたびテンプルに滞在した。例えばイングランド王ジョンは1215年、テンプル滞在中に男爵などの貴族から国王の権限の制限と彼らの権利の拡大を突きつけられている。これが同年、マグナ・カルタにつながり、その調印の場にはテンプル騎士団の代表も立ち会っている。このようなテンプル騎士団とイングランド王室との蜜月関係に守られ、テンプルはある種の特区のような形に発展した。この”特区”は13世紀ロンドンの金融取引の一翼を担うようになる。そして金融取引の増大とともにテンプルには法曹関係者が住み着くようになった。しかし、テンプル騎士団は1290年までに聖地エルサレムを完全に失い、1312年ヴィエンヌ公会議で解散を命じられるまで急速に凋落した。これに伴い、"特区"としてのテンプルの隆盛にもかげりが見え始める。
テンプルが金融取引の地から現在まで続く法曹養成の地に変貌した大きな要因は1339年、ヨークに移転していた中央法廷がロンドンのウエストミンスターに戻ってきたことにある。1340年代には原始的な法曹関係者組織が整備されていた記録があり、そこで法学の講義が行われていた。ところが1381年に起きたワット・タイラーの乱により多くの建物が破壊されしまう。さらに、原因が定かではないが、テンプルにあった法曹院が1388年までにインナー・テンプルとミドル・テンプルの2つに分かれたと考えられている。この分裂以降、テンプルの西半分がミドル・テンプルの敷地となる。
14世紀、15世紀のミドル・テンプルについては実態が不明である。イングランド王リチャード2世関連の記録にミドル・テンプルを思わせる記述があるが、具体的な活動内容までは記載されていない。またリンカーン法曹院の1422年の記録には、ミドル・テンプル関係者と開催したワインパーティの支払いに関する記述がある。もっともこの期間にミドル・テンプルは法曹の教育機関としての機能を強化したことは確かで、そのことは前述の1501年のミドル・テンプルの最古公式記録に既によく整備された法曹協会の存在が記載されていることからも分かる。16世紀もミドル・テンプルの規模拡大は継続し、1574年の記録によると138の弁護士事務所と約200名の会員を擁していた。17世紀になるとミドル・テンプルは法曹教育のほかに社交場としての機能を併せ持つようになる。ミドル・テンプル・ホールは劇場として使用されることも多くなり、1602年にはミドル・テンプル・ホールにてシェークスピアの喜劇『十二夜』が初演されている。また1633年にはJames Shirleyの仮面劇 "The Triumph of Peace"も上演されている。
1608年には、ジェームズ1世との合意によって、ミドル・テンプルとインナー・テンプルの2つの法曹院は、イングランド国教会のテンプル教会とその礼拝を維持するという条件で、テンプルの土地と教会の占有権が特許状により授与された。特許状は今日でも有効であり、これらの条件は現在も守られている。
18世紀、19世紀になるとイギリス帝国の発展・変化に伴い、イングランド以外のバックグランドを持つ者がミドル・テンプルの会員に増えていく。最初はアイルランド人などで、次にアメリカ・カリブ海周辺出身者、さらにインドなどのオリエントやアジア出身者である。このようなミドル・テンプル会員における多様化・国際化は"新しい伝統”として21世紀の現在まで引き継がれている。
ミドル・テンプルの建物で最も古いのは前述のミドル・テンプル・ホールである。1574年完成で後期ゴシック様式のこの建物は水平はね出し梁を二重に持つ天井(Hammerbeam roof)と美しいステンドグラスを持ち、イギリス指定建造物一級として法律によって保護されている。ホールにある29フィート (約9メートル)もあるテーブルは、女王エリザベス1世から下賜されたもので、ウィンザーの森から切り出された一本のオークの木から作られている。女王エリザベス1世はフランシス・ドレークなどの寵臣を引き連れ、このミドル・テンプル・ホールでたびたび食事をしたと伝えられている。またこのホールはディケンズの小説"Barnaby Rudge"にも登場する。1940年のナチス・ドイツによるロンドン空襲（ザ・ブリッツ）によりミドル・テンプル・ホールは大きな被害を受けたものの、16世紀の姿とほぼ同じように修復されている。
ミドル・テンプルは敷地を一般開放しており、シェークスピアの史劇『ヘンリー六世 第1部』の赤薔薇と白薔薇のエピソードの舞台となった庭園や歴史的建造物を見学することが出来る。

## 日本との関係
日本において1885年（明治18年）に英吉利法律学校（現・中央大学）を創立した18人の法学者のうち、岡村輝彦、穂積陳重、増島六一郎、土方寧の4人が、ミドル・テンプルで英法を学んで法廷弁護士（バリスター）の法曹資格を得ており、中央大学ゆかりの地となっている。穂積陳重はミドル・テンプルを『中央法院』と訳したが、英吉利法律学校は1889年（明治22年）に『東京法学院』と改称されたのち、1905年（明治38年）には『中央大学』と改称されており、穂積が訳した『中央法院』との所縁を感じることができる。こうしたことから、中央大学の「中」の字は「ミドル・テンプル」の「ミドル」に由来すると言われている。

また、2023年に中央大学が法学部と大学院法学研究科の新しい拠点として開設した茗荷谷キャンパスの建物において、春日通り沿いのレンガ積みの外観はミドル・テンプルと中央大学の歴史を継承してデザインされ、校舎B1階の食堂や4階の図書室も、ミドル・テンプルのクラシックなイメージを現代的にアレンジした造りになっている。

## 著名な関係者
英連邦や大英帝国の影響下にあった国々にはコモン・ローという中世イングランドのプランタジネット朝に生まれた法体系を採用している国が多く、歴史的経緯からそれらの国々とイギリスの法曹の人的交流も盛んである。そのためミドル・テンプルの関係者には英国のみならず、それらの国からの留学生も多い。なお、下記の分類はあくまで主な活躍分野に基づいている。

### 政治家

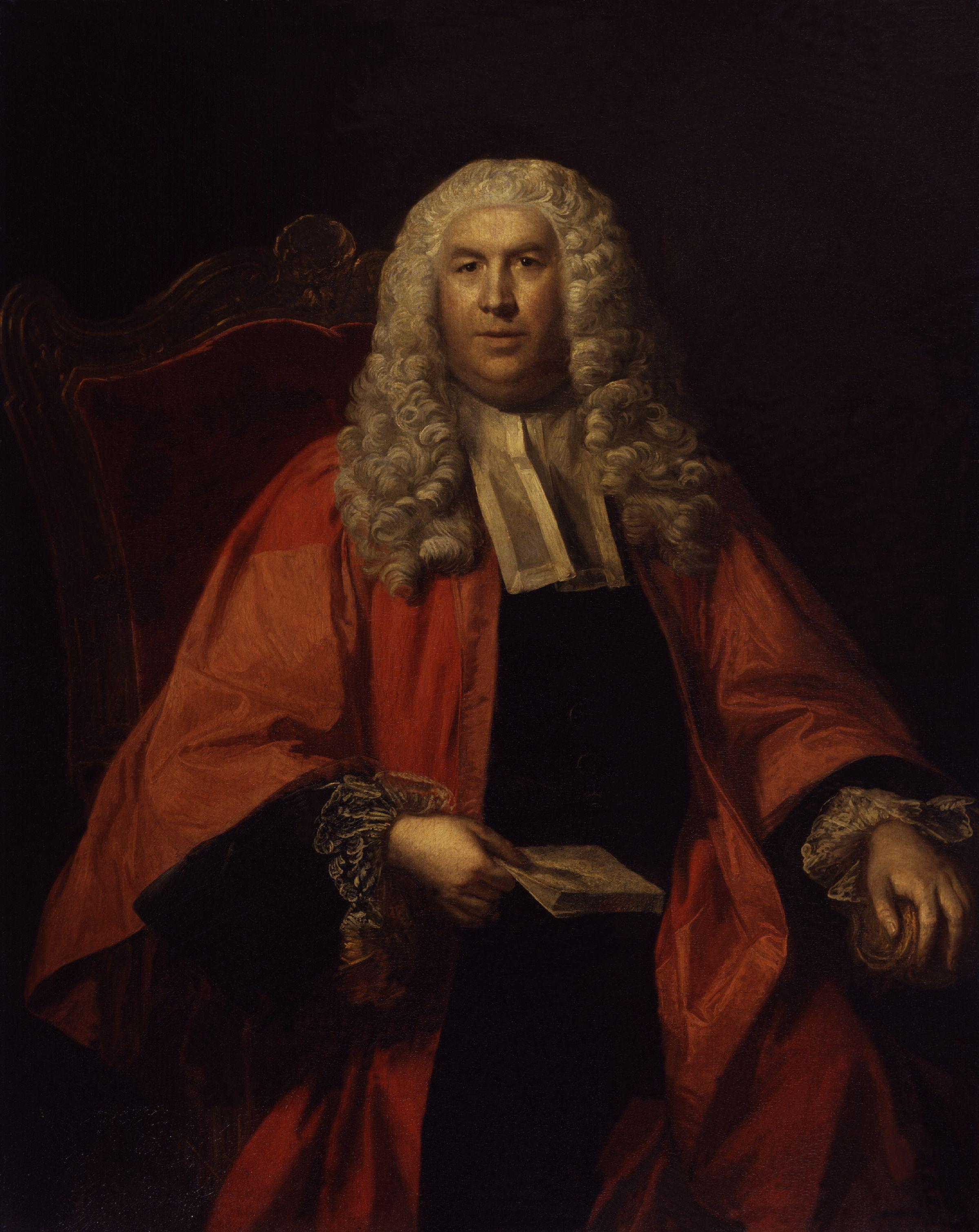
ブラックストン

- スペンサー・コンプトン：英国首相 (1742~1743)
- プラヤー・マノーパコーンニティターダー：タイ王国初代首相 (1932~1933)
- ヤン・スマッツ：南アフリカ共和国首相 (1919~24, 1939~1948)、セント・アンドルーズ大学総長、ケンブリッジ大学総長
- エドマンド・バーク：英国下院議会議員、「保守主義の父」、『フランス革命の省察』
- ジョン・ピム：清教徒革命指導者、「議会の大諫奏」
- アーサー・ミドルトン：サウスカロライナ代表としてアメリカ独立宣言に署名、サウスカロライナ州知事 (1810~1812)
- トマス・ヘイワード・ジュニア：アメリカ独立宣言署名、連合規約署名、大陸会議代表
- ジョン・ディキンソン：大陸会議出席、「オリーブの枝請願」、奴隷制度廃止運動推進
- トマス・リンチ・ジュニア：アメリカ独立宣言署名
- チャールズ・コーツワース・ピンクニー：1804年・1808年アメリカ合衆国大統領選挙連邦党大統領候補
- ジャレド・インガソル：1812年アメリカ合衆国大統領選挙連邦党副大統領候補、大陸会議ペンシルベニア代表
- ペイトン・ランドルフ：第1次・第2次大陸会議議長、バージニア植民地の検事総長
- Edward Akufo-Addo：ガーナ共和国大統領 (1970~1972)、ガーナ最高裁判所長官(1966~1970)
- Dudley Senanayake：セイロン (現スリランカ民主社会主義共和国)首相 (1952~1953, 1960, 1965~1970)
- Lynden Pindling：バハマ国首相 (1967~1969)、枢密顧問官 (Privy Council)
- P. J. Patterson：ジャマイカ国首相 (1992~2006)
- Sanya Dharmasakti：タイ王国首相 (1973~1975)
- Charles Pratt：大法官 (Lord Chancellor)、カムデン・ロンドン特別区の整備
- Edward Carson：英国司法長官 (Attorney General for England and Wales)、海軍大臣、英国の民間人で9人目の国葬
- John Scott：大法官、英国司法長官
- ジョン・サマーズ：大法官、英国司法長官
- Philip Yorke：大法官、英国司法長官
- Richard Rich：大法官、英国下院議会議長 (Speaker of the British House of Commons)
- Clifford Husbands：バルバドス総督 (1996~現在)
- Arthur Chung：ガイアナ総督 (1970~1980)
- Ernest Clark：タスマニア総督 (1933~1945)
- David Saul Marshall：シンガポール州首相 (Chief Minister of Singapore)
- Chao Hick Tin：シンガポール共和国司法長官 (Attorney-General of Singapore)
- Hugh Dalton：英国財務大臣、ロンドン・スクール・オブ・エコノミクス (LSE)講師
- Reginald Maudling：英国財務大臣、「血の日曜日事件」時の内務大臣
- Richard Weston：：英国財務大臣
- John Smith：イングランド財務大臣
- Patricia Scotland：ゴードン・ブラウン内閣司法長官
- Lisa Raitt：カナダ国天然資源大臣 (Minister of Natural Resources)
- Tan Siew Sin：マラヤ連邦 (後のマレーシア)初代産業・金融相、マレーシア華人協会会長
- Somnath Chatterjee：インド共和国下院議会議長 (Speaker of Lok Sabha)
- Romesh Chunder Dutt：インド国民会議党首、インド高等文官、『マハーバーラタ』や『ラーマーヤナ』の翻訳家

### 裁判官
- ジョン・ブレア：アメリカ合衆国最高裁判所判事、アメリカ合衆国憲法署名、「アメリカ合衆国建国の父」
- ジョン・ラトリッジ：アメリカ合衆国最高裁判所判事、初代サウスカロライナ州知事
- Alfred Lawrence：英国高等法院首席裁判官 (Lord Chief Justice of England and Wales)
- ルーファス・アイザックス (初代レディング侯爵)：英国高等法院首席裁判官、在アメリカ合衆国イギリス大使、インド総督、外務英連邦大臣
- Igor Judge：英国高等法院首席裁判官
- Alexander Cockburn：英国高等法院首席裁判官
- Anthony Browne：英国民事高等裁判所首席裁判官 (Chief Justice of the Common Pleas)
- William de Grey：英国民事高等裁判所首席裁判官、英国司法長官
- Robert Broke ：英国民事高等裁判所首席裁判官、英国下院議会議長
- Thomas Reeve：英国民事高等裁判所首席裁判官、枢密顧問官
- Richard Arden：英国民事高等裁判所首席裁判官、英国司法長官
- James Dyer：英国民事高等裁判所首席裁判官
- Simon Brown：常任上訴委員会判事 (Lord of Appeal in Ordinary)
- Alfred Denning：イングランド控訴院記録長官 (Master of the Rolls)、"M'Naghten Rules"
- John Strange：イングランド控訴院記録長官、英国法務次官 (Solicitor General for England and Wales)
- Adrian Fulford：国際刑事裁判所裁判官
- Wee Chong Jin：シンガポール最高裁判所初代長官 (Chief Justice of Singapore)
- Timoci Tuivaga：フィジー諸島共和国最高裁判所長官 (Chief Justice)

### その他
- ウィリアム・ブラックストン：法学者、Commentaries on the Laws of England（『イングランド法釈義』）
- ウォルター・ローリー：探検家、詩人、新世界におけるイギリス最初の植民地バージニア植民地を築く
- ヘンリー・フィールディング：小説家、「イギリス小説の父」、『トム・ジョーンズ』
- ウィリアム・メイクピース・サッカレー：小説家、『虚栄の市』
- バナスター・タールトン：イギリスの陸軍大将、アメリカ独立戦争で活躍
- ウィリアム・モリノー：科学者
- アーチバルド・ハチソン：経済学者
- 長岡護美 - 外交官、貴族院議員
- 星亨 - 英学者、日本人初の法廷弁護士資格取得者、司法省付属代言人の第一号
- 穂積陳重：東京帝国大学法学部長、英吉利法律学校（後の中央大学）の創立者の一人、枢密院議長
- 土方寧：東京帝国大学法学部長、英吉利法律学校（後の中央大学）の創立者の一人、貴族院勅選議員
- 増島六一郎：英吉利法律学校（後の中央大学）、日本学園中学校・高等学校の創立者の一人
- 岡村輝彦：英吉利法律学校（後の中央大学）の創立者の一人、東京弁護士会会長、中央大学学長
- 望月小太郎：明治・大正期の衆議院議員、憲政会総務、ジャーナリスト、三大「ハイカラ」の一人。
- マーティン・フロビッシャー：探検家、海賊、北西航路を探索、フロビッシャー湾を発見
- Charles Scarborough：外科医、イングランド国王チャールズ2世や女王メアリー2世を担当
- Clive Anderson：TVプレゼンター、BBCの"Whose Line Is It Anyway?"などを担当
- Alfred Wills：第3代Alpine Club会長、英国高等法院裁判官
- Henry Havelock：軍人、インド大反乱の鎮圧、トラファルガー広場に彫像
- Joseph Chitty：法律家、契約法の体系書や弁護士のための実用書などを執筆、多くの法律家を養成
- William Cowper：詩人、"Olney Hymns"など
- Thomas Carew：詩人
- Shami Chakrabarti：イギリスの人権団体 Libertyのディレクター、オックスフォード・ブルックス大学 (Oxford Brookes University）総長
- Mark Rylance：グローブ座 アートディレクター
- クェック・レンチャン：マレーシアの実業家

## ギャラリー

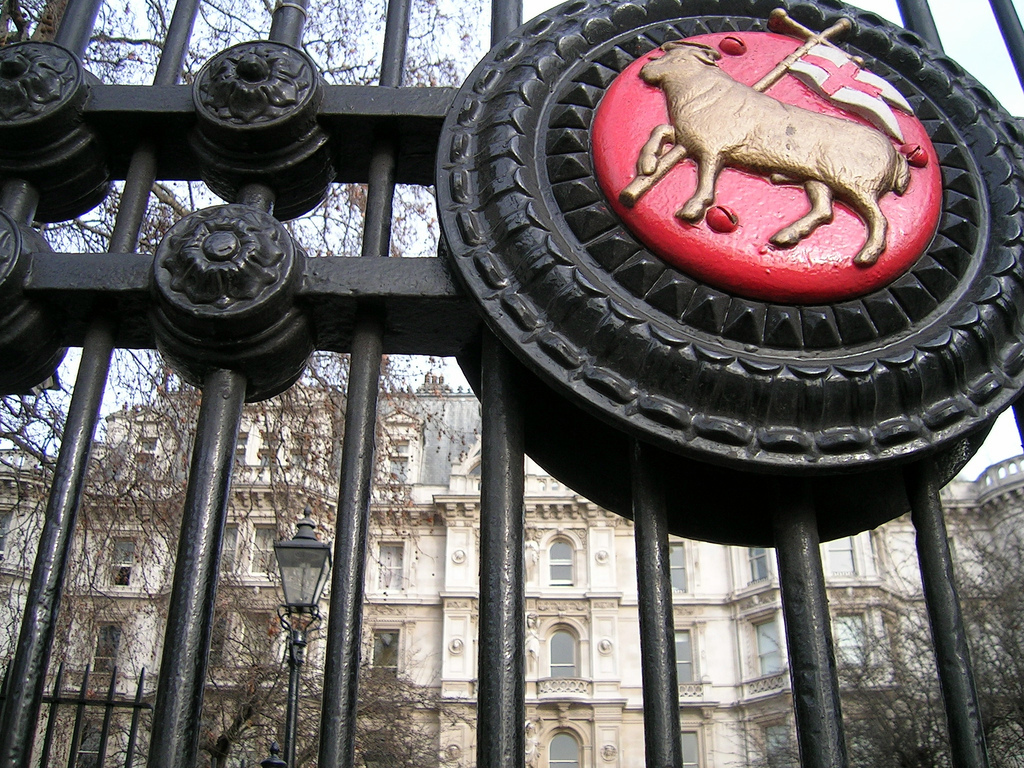
ミドル・テンプルの門
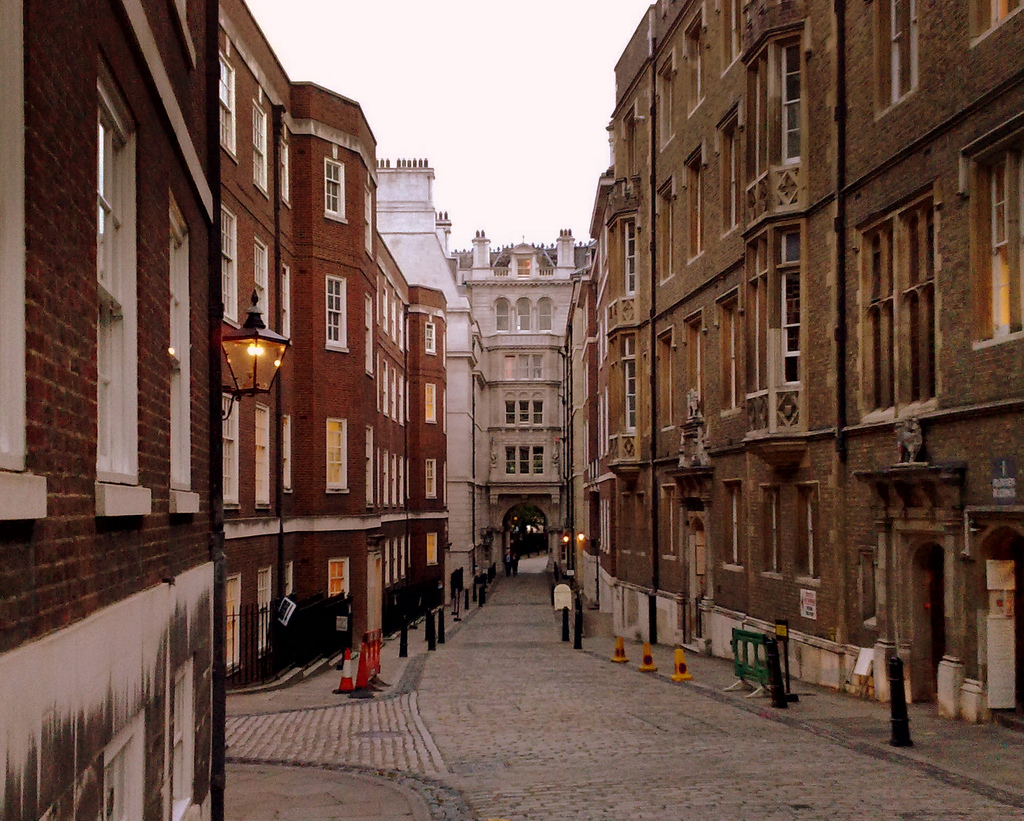
ミドル・テンプル・レーン
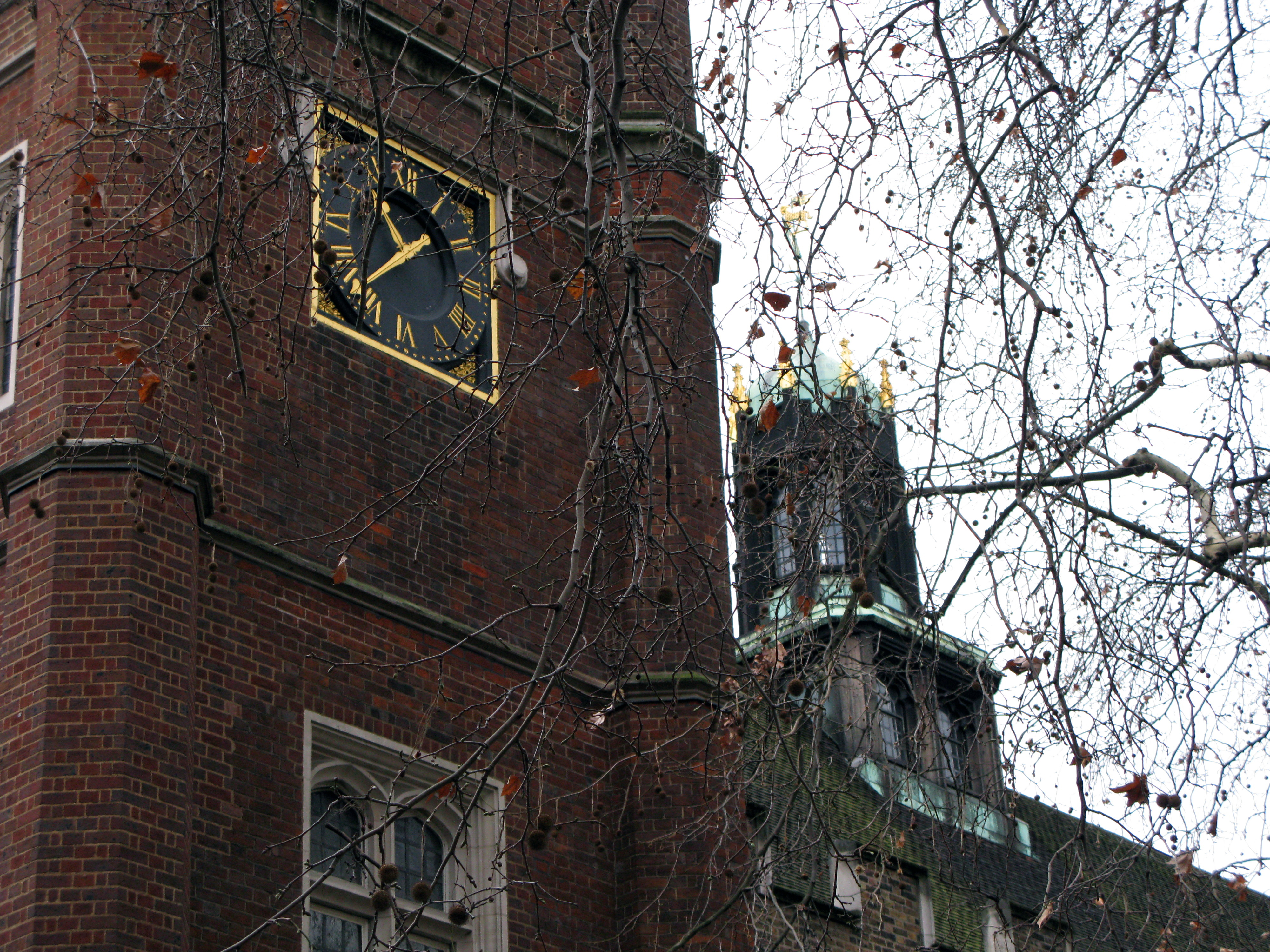
時計とランタン
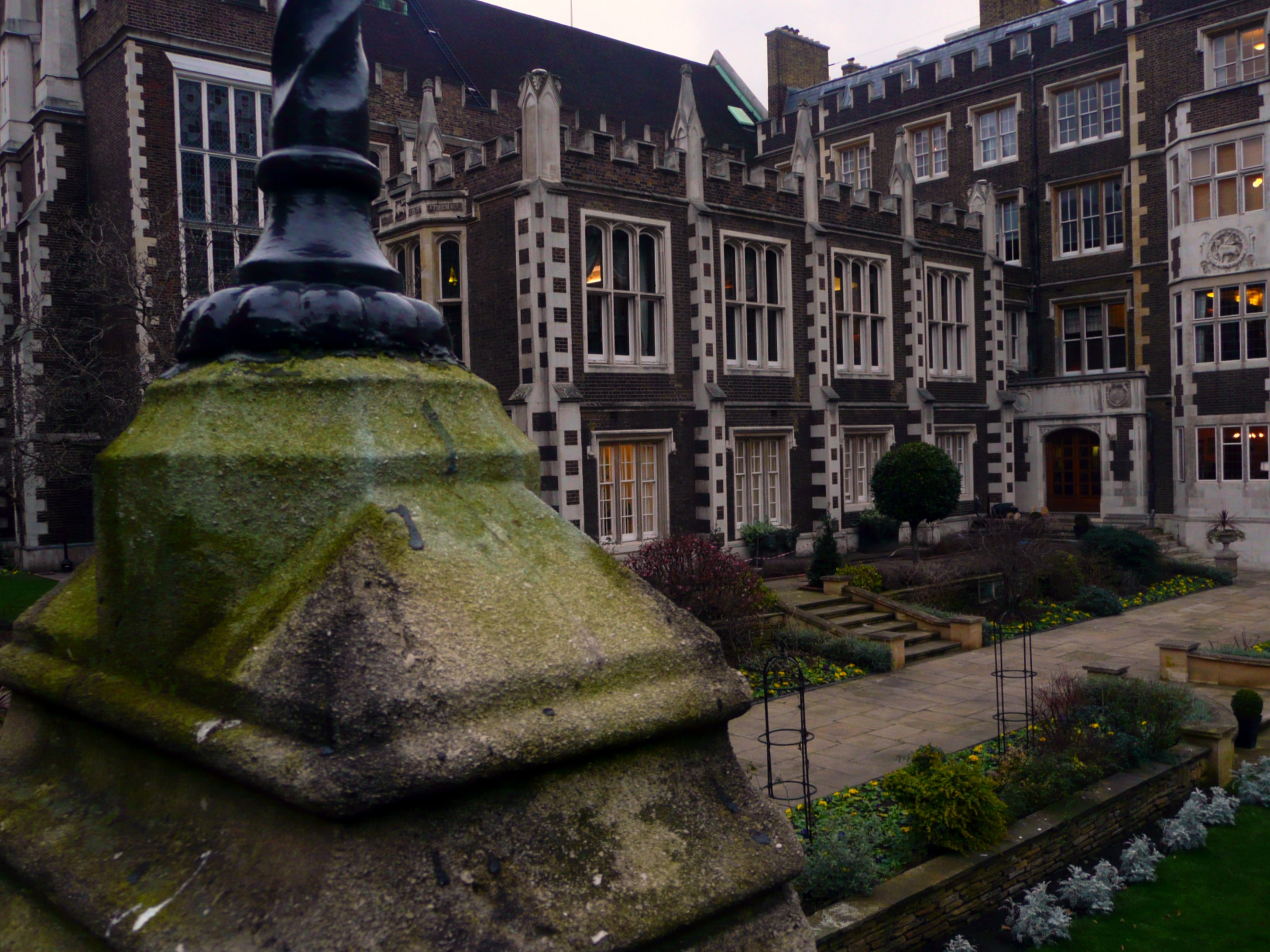
ガーデン
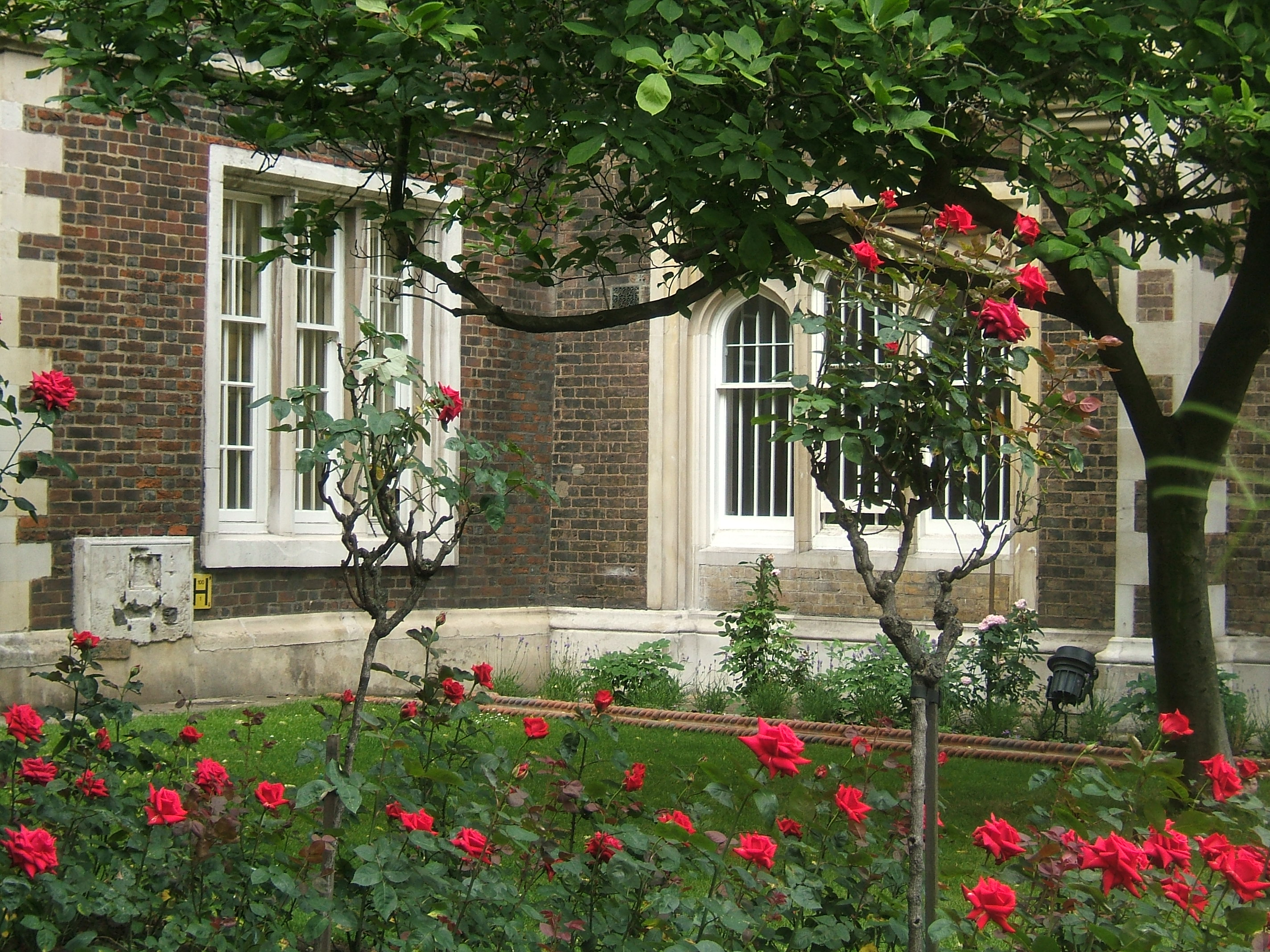
ローズ・ガーデン
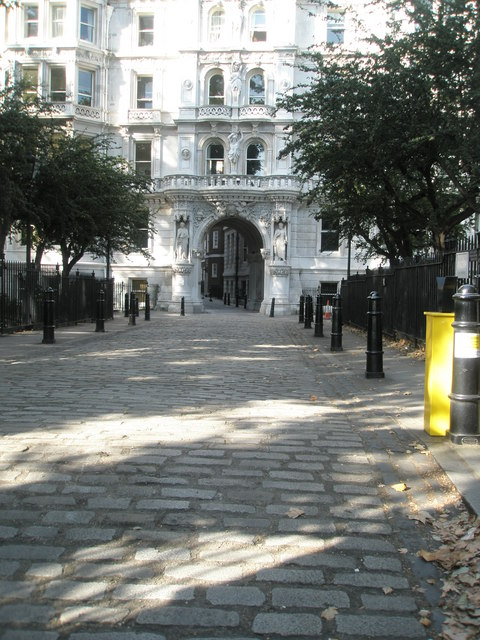
テムズ川側からの入口
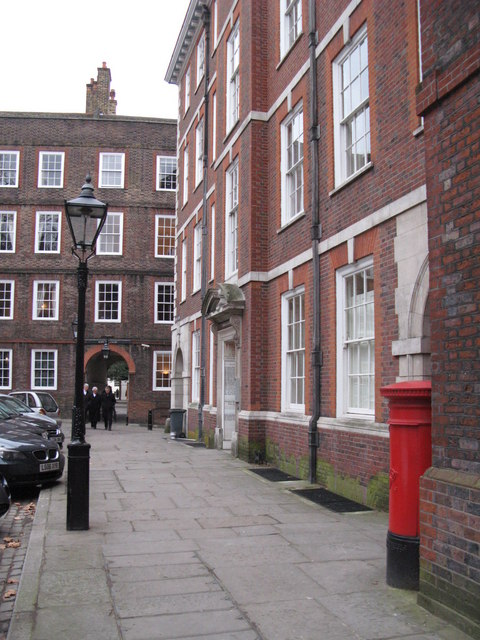
ミドル・テンプル内の道路
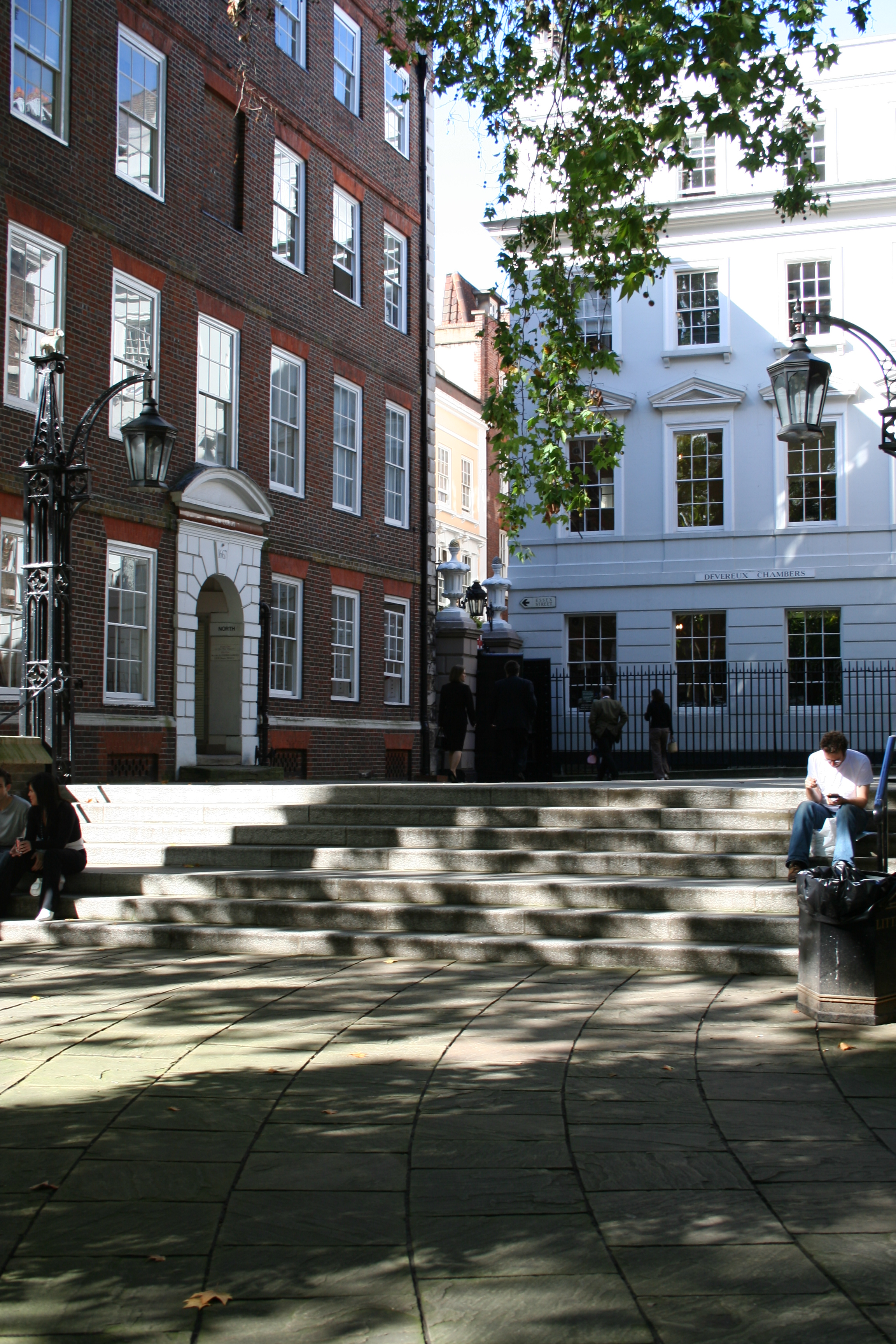
ミドル・テンプル中庭